# Bathyclupea
Los arenques de aguas profundas del género Bathyclupea son un pequeño grupo de peces marinos, el único género de la familia Bathyclupeidae incluida en el orden Perciformes. Son peces de mares tropicales que viven a grandes profundidades (300 a 800 m), distribuidos por el Golfo de México, océano Índico y oeste del Pacífico.
La longitud máxima que alcanzan es de unos 20 cm.

## Géneros y especies
Dentro de la familia existe un único género con tan solo 7 especies actuales:
- Familia Bathyclupeidae:
  - Género Bathyclupea:
    - Bathyclupea argentea (Goode y Bean, 1896)
    - Bathyclupea elongata (Trunov, 1975)
    - Bathyclupea gracilis (Fowler, 1938)
    - Bathyclupea hoskynii (Alcock, 1891)
    - Bathyclupea malayana (Weber, 1913)
    - Bathyclupea megaceps (Fowler, 1938)
    - Bathyclupea schroederi (Dick, 1962)